# Catopsilia gorgophone
Catopsilia gorgophone is een vlindersoort uit de familie van de Pieridae (witjes), onderfamilie Coliadinae.
Catopsilia gorgophone werd in 1836 beschreven door Boisduval.